# Liars (banda)
Liars es un trío de post-punk revival y electrónica formado en el año 2000 en Nueva York.

## Miembros actuales
- Angus Andrew - voz y guitarra
- Laurence Pike - batería, voces y teclado
- Cameron Deyell - guitarra, bajo, voces y teclados

## Otros miembros
- Pat Noecker - bajo
- Ron Albertson - batería
- Aaron Hemphill - guitarra, sintetizador, batería, moodswinger
- Julian Gross - batería

## Historia
Con They Were Wrong, So We Drowned (Mute, 04) Liars parecieron jugar al despiste tras un primer trabajo –The Threw Us All In A Trench And Stuck A Monument On Top (Gern Blandsten, 01)– que no les alejaba en demasía de las coordenadas sonoras que manejaban por entonces otros grupos de la Gran Manzana a los que fueron emparejados. La edición de "Drum´s Not Dead" la próxima primavera está precedida del lanzamiento del sencillo "It Fit When I was A Kid" el pasado 21 de noviembre. Sin embargo, Drum’s Not Dead confirmó a principios de este 2006 que aquello no se trataba de ninguna broma pesada.

## Discografía

### Álbumes
- They Threw Us All in a Trench and Stuck a Monument on Top (Gern Blandsten, 2001) - CD/LP
- They Were Wrong, So We Drowned (Mute Records, 2004) - CD/LP
- Drum's Not Dead (Mute Records, 2006) - CD+DVD/LP
- Liars (Mute Records, 2007) - CD/LP
- Sisterworld (Mute Records, 2010) - CD/LP
- WIXIW (Mute Records, 2012) - CD/LP
- Mess (Liars album) (Mute Records, 2014) - CD/LP
- TFDC (Mute Records, 2014) - CD/LP
- 1/1 original soundtrack (Mute Records, 2018) - CD/LP
- Titles with the Word Fountain (Mute Records, 2018) - CD/LP
- The apple drop (Mute Records, 2021) - CD/LP

### EP y sencillos
- Fins to Make Us More Fish-Like (Mute Records, 2002) - CD EP
- Atheists, Reconsider (Arena Rock Recording Co., 2002) - Split EP (con Oneida) - CD/LP
- We No Longer Knew Who We Were - CD/vinyl
- There's Always Room On the Broom/Single - CD/vinyl
- Split con Yeah Yeah Yeahs (Japón y Australia solamente) - Vinyl 7" single
- We Fenced Other Gardens With the Bones of Our Own - CD/vinyl single
- It Fit When I Was a Kid - CD/vinyl single
- The Other Side of Mt. Heart Attack - CD/vinyl single
- How Many More Times - Split con Gerry Mitchell & Little Sparta - Fire Records  Keep Mother  series G-H  2006 - Vinyl 10" single
- Plaster Casts of Everything
- Liars Session (Mute Records, 2007) - CD/EP (Descarga libre desde página de MySpace)
- House Clouds (Mute Records, 2007) - CD/EP
- Leopard on My Right/Dear (2008)
- Scissor (2010)
- The Overachievers (2010)
- Proud Evolution (2010)
- Live From Shepherd's Bush (2010)
- Lift Your Pistols to the Sigh (2012) - (Parte de un conjunto de sencillos de descarga libre, "Adult Swim Singles Program", 2012) - CD/single

### Video
- Liars / Richard Hawley / Maps – House Clouds / Serious / To The Sky (DVDr, DVD-Video, NTSC, Compilation), Mute Records, 2007